# Dendrobium melanotrichum
Dendrobium melanotrichum är en orkidéart som beskrevs av Rudolf Schlechter. Dendrobium melanotrichum ingår i släktet Dendrobium, och familjen orkidéer. Inga underarter finns listade i Catalogue of Life.